# 熔断机制
熔断机制（德語：Volatilitätsunterbrechung）指的是在股票市场的交易时间中，当价格波动的幅度达到某一个限定的目标（熔断点）时，对其暂停交易一段时间的机制。此机制如同保险丝在电流过大时候熔断，故而得名。熔断机制推出的目的是为了防范系统性风险，给市场更多的冷静时间，避免恐慌情绪蔓延导致市场波动，从而防止大规模股价下跌现象的发生。然而熔断机制也因切断了资金的流通性，同样会造成市场情绪加大，并令市場風險在熔斷期結束後继续擴大。

## 熔断机制

### 美国
美国指数熔断机制的基准指数为标普500，单项跌幅阈值为7%、13%、20%。当指数较前一天收盘点位下跌7%、13%时，全美证券市场交易将暂停15分钟，当指数较前一天收盘点位下跌20%时，当天交易停止。2010年美股又开始实行个股熔断机制。
熔断机制最早由美国的纽约股票交易所在1987年提出，以避免发生类似“黑色星期一”的股灾。此时的熔断机制仅针对大盘指数进行熔断。
- 1997年10月27日，道琼斯工业指数暴跌7.18%，收于7161.15点，这是熔断机制在1988年引入之后第一次被触发[5]。

#### 2020年美国股灾
受2019冠状病毒病疫情和油價崩盤影響，美股在2020年3月出现四次熔断。
- 2020年3月9日，標普500指數開盤後跌7%，觸發第一層熔斷機制[6]。
- 2020年3月12日，标普500指数开盘後短时间内跌幅超过7%，再次触发第一层熔断机制[7]。
- 2020年3月16日，标普500指数开盘下跌220.60点，跌幅8.14%，触发当月第三次熔断[8]。
- 2020年3月18日，标普500指数盘中下跌177.29点，跌幅7.01%，触发当月第四次熔断[9]。

### 英国
在英国，当富时100指数成分股涨跌超过动态参考价格3%或者静态参考价格8%，则实行5分钟集合竞价，即“自动终止执行期”。在2020年黑色星期一時曾啟動過熔斷機制。

### 韓國
在韓國，如果KOSPI指数较前一天收盘价下跌了10%或10%以上，并且这种下跌持续了一分钟，则股票交易暂停十分钟，个股涨跌幅限制为15%。该机制每天只实施一次，在下午2∶20以后不再实施。
2024年8月5日，因美股前一天急挫及日圓急升超過2%，KOSPI指數曾急跌超過10%，啟動過熔斷機制。
2025年4月7日，因特朗普第二届任期关税造成的不稳定性，KOSPI下跌5%，再次启动熔断机制。

### 日本
日本的东京证券交易所于1994年2月引入熔断机制，当股价波动超过一定幅度时，将停止交易10分钟。其熔断阈值是根据不同的基准股价设定不同的熔断阈值。例如当基准股价在100－200日元之间时，股价上下浮动超过50日元，即触发熔断；当基准股价在15,000－20,000日元之间，股价上下浮动超过4,000日元，才触发熔断。在2020年黑色星期一時曾啟動過熔斷機制。
2024年8月5日，因美股前一天急挫及日圓急升超過2%，日經225指數急跌12.4%，兩度触发熔斷機制。
2025年4月7日，因特朗普第二届任期关税造成的不稳定性，日经225及东证指数期货触发熔断。

### 中国

#### 中国大陆
中国的上海证券交易所、深圳证券交易所和中国金融期货交易所曾于2016年1月4日至1月7日期间试行熔断机制。熔断的基准指数是沪深300指数，设置5%、7%两档指数熔断阈值，涨跌皆熔断。当沪深300指数在当日14:45之前涨跌幅超过5%时，股票及股票相关金融衍生产品交易皆熔断，沪深两市、股指期货合约皆暂停交易15分钟；其中，前12分钟交易所不接受申报和撤销的指令，后3分钟进入集合竞价阶段，接受申报和撤销指令。15分钟结束后，恢复正常的连续竞价交易。在当日14:45之后涨跌幅超过5%时或全天涨跌幅超过7%时，暂停交易直至收市。
熔断机制推出后第一个交易日（2016年1月4日），沪深300指数即先后触及5%和7%的跌幅而发生熔断。推出后第四个交易日（2016年1月7日），再度于9时42分触及5%跌幅而发生熔断。9时57分恢复交易后继续快速下探，在10时左右，因跌幅达到7%而被熔断直至收盘。其中实际交易时间仅15分钟，创下历史最快收盘纪录。迫于舆论和民间巨大压力，上海证券交易所、深圳证券交易所、中国金融期货交易所当晚决定，于次日（1月8日）暂停实施指数熔断机制，迄今未有恢复。

#### 香港特别行政区
恒生指數期指夜市（即收市後交易時段）實行價格「上/下限價機制」，通常為價格上/下限5%。受2019冠状病毒病疫情全球大流行影響，2020年3月12日晚上恒生指數期指夜市下跌超過5%，觸發漲跌停機制。

### 菲律賓
菲律賓自2008年9月引入熔斷機制，如果PSE指數較前一天收盤價下跌最少10%，股票交易停止15分鐘。每個市場交易時段只實施一次，在中午收盤前30分鐘則不會實施熔斷機制。2007年–2008年環球金融危機期間，2008年10月27日首次觸發熔斷機制，當時下跌656.13點，跌幅10.33%。2020年国际金融恐慌期間，3月12日觸發第二次熔斷機制，3月17日菲律賓以2019冠状病毒病疫情爲由暫停股票交易，3月19日恢復股票交易，開盤後暴跌12%觸及第三次熔斷機制，收市下跌915.81點，跌幅17.16%。

### 印度尼西亞
2020年国际金融恐慌期間，印尼雅加達綜合指數3月12日下跌5%觸發熔斷機制，暫停交易。

### 泰國
2020年国际金融恐慌期間，泰國SET指數3月12日下跌10%觸發熔斷機制。

### 土耳其
2025年3月19日，土耳其伊斯坦布尔证券交易所因股价暴跌6.87%而两次触发熔断机制。

## 市場波動調節機制
在市場波動調節機制下，市場大幅波動時，輸入價格將受到限制，但會維持交易，不會熔斷（停市）。

### 香港
香港交易所設有市場波動調節機制（Volatility Control Mechanism），又稱「冷靜期」（Cooling-Off Period），如股票在5分鐘內升跌10%，會觸發交易價格限制，但仍可交易。而指數期貨在10分鐘內達到價格上限/下限，亦會觸發上述機制，但與股票不同的是，上述機制僅適用於收市後交易時段；同時，與該指數期貨掛鉤的期權合約交易亦會被即時停止，且不會在餘下時段恢復。即使指數期貨可如常進行交易，交易者亦不能以高/低於價格區間上/下限買賣指數期貨合約，否則該交易指令將不會被系統接納。
2022年10月26日，香港交易所宣佈因外部供應商軟件問題，香港期貨交易所現暫停恒生指數期貨、恒生中國企業指數期貨、恒生科技指數期貨、小型恒生指數期貨、小型恒生中國企業指數期貨現月合約及下月合約之市場波動調節機制暫停運作，直至另行通知，而適用於個別股份的市場波動調節機制則不受影響。

### 新加坡
新加坡交易所于2014年2月开始实行市場調節機制，该机制适用于约占新加坡股市交易量80%的证券，包括海峡时报指数和摩根士丹利新加坡指数的成分股。在2020年黑色星期一時曾啟動過機制。